# フェリックス・ユスポフ
フェリックス・フェリクソヴィッチ・ユスポフ公（ロシア語: Фе́ликс Фе́ликсович Юсу́пов, ラテン文字転写: Felix Feliksovich Youssoupov, 1887年3月23日 - 1967年9月27日）は、ロシア帝国の貴族。
ロマノフ朝に仕えたグリゴリー・ラスプーチンを殺害したことで知られる。

## 生涯

### 青年期

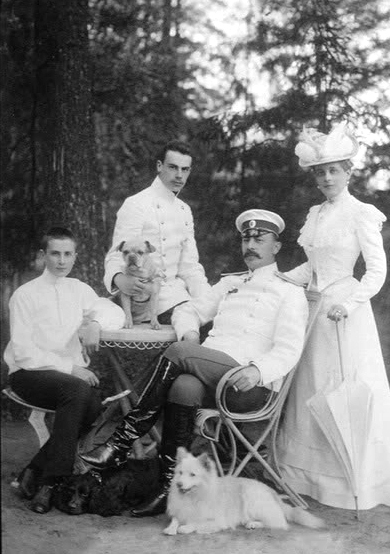
ユスポフ一家（左からフェリックス、兄ニコライ、父フェリックス、母ジナイダ）

1887年にサンクトペテルブルクのモイカ宮殿で生まれる。生家のユスポフ家はモンゴル帝国のジョチ・ウルス重臣マンギト部に出自する14世紀タタールの雄エディゲ後裔ユスプ（ヨセフのアラビア語形ユースフに由来）を家祖とするロシア屈指の名門。サンクトペテルブルクに4つの宮殿、モスクワに3つの宮殿、クルスク・ヴォロネジ・ポルタヴァ・カスピ海に合わせて37の鉱山・工場・油田を所有しており、ロマノフ家よりも金持ちだったと言われている。
ユスポフは女装の趣味があったとされ、自伝によると12歳の時には既に母ジナイダ・ユスポヴァの衣服を着て女装し、女性ジプシー歌手グループと交流していたという。フェリックスには兄ニコライがいたが、1908年6月22日に浮気相手の夫との決闘で死去したためユスポフ家を継ぐことになった。翌1909年から1913年にかけてオックスフォード大学に留学して美術を学び、同時に同大学内にオックスフォード大学ロシア協会を設立した。留学中はオックスフォードのキング・エドワード・ストリート14番街地のアパートに住み、料理人、運転手、ボーイ、家政婦を雇い頻繁にパーティーを開いていた。アパートでは3羽のコンゴウインコと「パンチ」と名付けられたブルドッグを飼っていた。また、美術商アルバート・ストップフォードや後にイギリス秘密情報部工作員となるオズワルド・レイナーと交流し、ハムステッドに住んでいたバレリーナのアンナ・パヴロワとも数回会っている。

### 第一次世界大戦

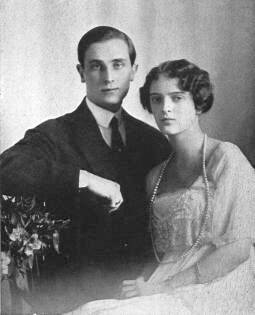
ユスポフ夫妻

1914年2月22日にニコライ2世の姪イリナ・アレクサンドロヴナと結婚し、新婚旅行としてカイロ・エルサレム・ロンドン・バート・キッシンゲンを巡った。第一次世界大戦が勃発した時はベルリンに滞在していたため拘留され、イリナはドイツ皇太子妃ツェツィーリエ・ツー・メクレンブルク＝シュヴェリーンと会談して出国の許可を得ようとした。しかし、ヴィルヘルム2世は自身の私有地での滞在を許可したが、ドイツからの出国は認めなかった。これに対して、ユスポフの父フェリックスはドイツ大使に抗議し、息子夫妻の出国を認めさせた。ユスポフ夫妻はデンマーク・フィンランド大公国を経由してロシアに帰国した。
大戦中はモイカ宮殿を病院として開放し、東部戦線で負傷した兵士を受け入れた。ユスポフはその見返りとして前線勤務を免れていたが、イリナの従姉妹オリガ皇女からはそうした姿勢を軽蔑され、彼女は1915年3月5日に父ニコライ2世に宛てた手紙で「フェリックスは茶色の服を着て部屋中を歩き回り、本を読み漁るだけで何もせず遊び回るだけの不快な男」と批判している。3月21日には一人娘のイリナ・ユスポヴァが生まれた。1916年2月から官吏養成機関パージ・コープスの軍事アカデミーで学び、8月からは連隊に所属した。

### ラスプーチン暗殺
ユスポフは自伝の中で、グリゴリー・ラスプーチンを暗殺するために彼の信頼を得ようと計画し、病気の治癒を理由にラスプーチンに近付き信頼関係を築いたという。その間、ユスポフは弁護士のワシーリー・マクラコフと接触し助言を得て、連隊将校で友人のセルゲイ・ミハイロヴィチ・スホーチン大尉を同志に引き入れた。また、親友で愛人であったといわれるドミトリー大公も嬉々として暗殺計画に参加したという。
12月30日、ユスポフはドミトリー、スホーチン、ウラジーミル・プリシケヴィチ、スタニスラフ・デ・ラゾヴェルトと共にモイカ宮殿でラスプーチンを暗殺した。暗殺場所には防音設備が施された地下室が選ばれた。ラスプーチンは心臓・肺を銃で撃たれた後、逃げたユスポフを追って中庭に向い、そこでプリシケヴィチに腎臓を撃たれるが、それでも死ななかったためユスポフに激しく殴打された。雪の上に倒れ込んだラスプーチンは額を撃たれてようやく死亡したが、額を撃った人物が誰なのかは特定されていない。遺体はペトロフスキー橋からネヴァ川に投げ捨てられた。
事件の報告を受けたアレクサンドラ皇后は直ちに捜査を命じ、警察はモイカ宮殿前で血痕を発見した。ユスポフは「飼い犬がドミトリーに撃たれた」と弁明したが、アレクサンドラはユスポフとドミトリーをセルゲイ宮殿に軟禁した。二人は弁明のために手紙を書こうとしたが、アレクサンドラは手紙の受け取りを拒否した。アレクサンドラは直ちに二人を処刑しようとしたが最終的に思い留まり、ニコライ2世の命令でユスポフは自領ベルゴロドに、ドミトリーは前線勤務の形でイランに追放された。

### 亡命

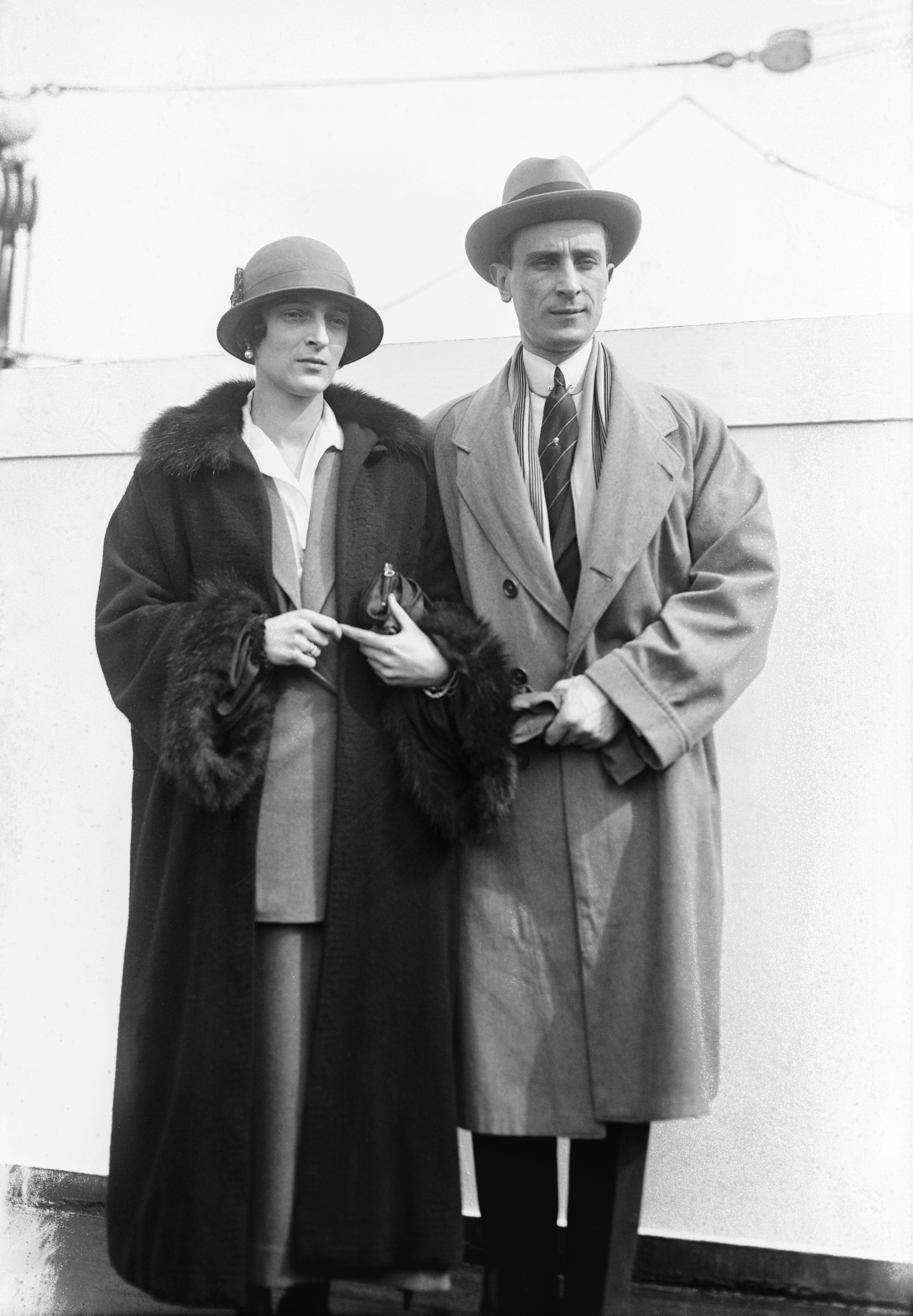
亡命後のユスポフ夫妻

1917年の二月革命によりニコライ2世が退位し、ロマノフ朝は崩壊した。革命後、ユスポフはモイカ宮殿に戻り宝石や絵画を持ち出し、妻イリナたちが幽閉されているクリミアに向かい、家族と共にイギリス軍艦「マールバラ」に乗り込みロシアから脱出した。乗艦中、ユスポフは乗員たちにラスプーチンを暗殺したことを自慢していたという。
マルタに到着したユスポフ一家はイタリアに向かい、そこから列車でパリに向かい、イギリスに亡命した。イタリアではビザがないことを理由に出国を拒否されたが、モイカ宮殿から持ち出した宝石と引き換えに出国を認めさせた。1920年にロンドンからパリに戻り、1940年以降はパリ16区のオートゥイユ地区で暮らした。パリでは以前と同様の豪華な生活を送ると同時に亡命ロシア人に資金援助を行ったため慕われていたが、そのためにユスポフ家の財産を使い果たし生活は困窮した。ユスポフは事業を起こしたが、商才のなさに加え世界恐慌が重なり撤退を余儀なくされた。

### 死去
ユスポフは同性愛の気があり女装の趣味があったことでも知られているが、イリナとは50年以上にわたって幸福な結婚生活を送った。1967年に死去し、遺体はサント＝ジュヌヴィエーヴ＝デ＝ボワ・ロシア人墓地に埋葬された。夫を喪ったイリナは悲しみに暮れ、3年後に死去した。
ユスポフの死後、彼の私的文書や絵画・アーティファクトは、メキシコの彫刻家ヴィクトル・コントレラスが所有している。コントレラスは1960年代に美術学生としてパリで暮らしていた際にユスポフと出会い、5年間ユスポフ家で暮らしていた。

## ラスプーチン暗殺に関する訴訟

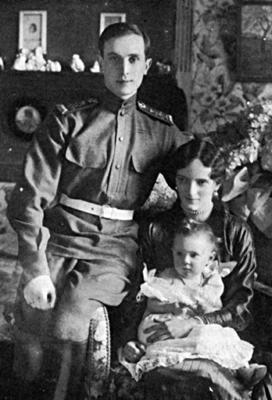
ユスポフ一家（左からフェリックス、妻イリナ、娘イリナ）

1928年にユスポフはラスプーチン暗殺の詳細を記した回顧録を出版するが、ラスプーチンの娘マリア・ラスプーチナは、ユスポフとドミトリーに対して80万ドルの損害賠償を求めて訴訟を起こした。マリアは「二人は殺人者であり、まともな人間ならば彼らが父を残忍なやり方で殺したことを知って驚愕するだろう」と主張した。しかし、フランスの裁判所は「事件はロシアで起きた政治的殺人であり、フランス司法の権限は及ばない」としてマリアの訴えを棄却した。
1932年にロマノフ朝とラスプーチン暗殺を描いた映画『怪僧ラスプーチン』が公開されると、ユスポフは名誉棄損で制作会社MGMを訴えた。映画ではラスプーチンに籠絡されて強姦被害を受ける「ナターシャ公妃」が登場するが、ユスポフは「ナターシャ公妃はイリナをイメージしている」として損害賠償を要求した。ユスポフはパトリック・ヘイスティングスを弁護士として雇い、1934年に25,000ドルの賠償金を得た。これ以降、アメリカの映画では実在する人物をモデルにした際に一定の配慮がなされるようになった。
1965年にはCBSが放送した番組が、「ラスプーチン暗殺に関するエピソードが事実に基いていない」という理由でCBSに対して訴訟を起こしている。両者は和解に至らず高等裁判所まで上告されたが、最終的にはCBSが勝訴している。

## 登場作品

### 舞台
- 『神々の土地〜ロマノフたちの黄昏〜』（2017年、宝塚歌劇団 演:真風涼帆）

### 漫画
- 『春風のスネグラチカ』（2013年～2014年、太田出版 、著者:沙村広明）